# Дружина мјау-мјау
Дружина мјау-мјау (јап. 東京ミュウミュウ), позната и као Мјау-мјау мачкице, јапанска је манга серија коју је написала Реико Јошида, а илустровала Мија Икуми. Првобитно је објављиван у деловима у публикацији Nakayoshi од септембра 2000. до фебруара 2003. године, а касније у седам томова од фебруара 2001. до априла 2003. године.
Манга се фокусира на пет девојака чија се ДНК испреплетала са ДНК угрожених животињских врста, што им даје специјалне моћи и омогућава им да се трансформишу у „мјау мачкице”. На челу са Зои Хенсеон (Ичиго Момомија на јапанском), девојке бране Земљу од ванземаљаца који покушавају да је освоје. 
Студио Pierrot је адаптирао ову мангу у 52 епизоде. Прва половина је почела са приказивањем 6. априла 2002. године, а друга 29. марта 2003. године. Наставак манге, Tokyo Mew Mew a la mode, издавао се у публикацији Nakayoshi од априла 2003. до фебруара 2004. године. У наставку се појављује нова Мјау Мачкица, Бери Ширајуки (што значи “Бобица Белог Снега”), која постаје привремени лидер Мјау Мачкица, док је Ичиго (што значи “Јагода”) на путовању у Енглеској. Две видео игре су створене за овај серијал: слагалица авантура за Game Boy Advance и играње улога игра за Playstation конзоле.
Нова адаптација аниме телевизијске серије названа Tokyo Mew Mew New емитована је 2022-2023. године.
Аниме серија се премијерно приказивала од 2006. до 2010. године у Србији на националном каналу Happy, синхронизована на српски. Синхронизацију је радио студио Имаго. Првих 26 епизода преведено је са енглеског, али након што је северноамерички студио 4Kids Entertainment изгубио лиценцу за даљу синхронизацију, Србија је остатак серије превела са јапанског језика. Српска синхронизација се касније репризирала на кабловским каналима Pink 2 и Pink Super Kids. Током приказивања, серија је била веома популарна у Србији. Током 2005. и 2006. године, издате су 1—21. епизода на четири DVD-ја (без 7. епизоде), издавача Globalcall-а (Katex), 2007. године издате су 27—34. епизода на два DVD-ја под насловом Мјау-мјау Токио, издавача Happy Pictures-а.

## Радња
У Токију, млада девојка по имену Зои Хансон присуствује изложби угрожених врста са својом „симпатијом” Марком. После земљотреса, Зои и још четири девојке обасјава необично светло. Мачка се појављује пред Зои, а затим се спаја са њом. Следећег дана, почиње да се понаша као мачка и прави мачју играчку. Након сусрета са Елиотом Грантом и Веслијем Кулриџом, Зои сазнаје да јој је уливена ДНК мачке Ириомоте. Елиот и Весли објашњавају да јој то омогућава да се трансформише у Мјау-Зои, моћну херојску девојку-мацу. Наређено јој је да порази животиње Шимере—ванземаљске паразите који заразе животиње и претворе их у чудовишта. Елиот и Весли налажу Зпи да пронађе још четири девојке са изложбе—преостале Мјау мачкице.
Први сусрет са Мјау мачкицом је Корина Баскворт, размажена, богата девојка и балерина која је натопљена генима плаве птичице; Бриџит Вердант, стидљива, али паметна девојка која трпи непрестано насиље од три девојке и упија гене бескрајне плискавице; хипер, а опет млада девојка по имену Кики Бенџамин која прима гене златног лављег тамарина; и Рене Робертс, професионална глумица и модел прожета генима сивог вука.
Пет Мјау-мјау мачкица бори се против животиња Шимере и њихових ванземаљских контролора Дрена, Сардона и Тарба. Дрен се заљуби у Зои где покушава да стекне њену љубав упркос чињеници да покушава да елиминише остале Мјау-мјау мачкице. Једну од Мјау-мјау мачкице нападна и умре од уједа ванземаљца, али онда се оживи. Сардон и Тарб се касније придружују Дрену у покушају да униште Мјау-мјау мачкице.
Како се борбе интензивирају, Мјау-мјау мачкице имају задатак да пронађу „Мјау Акву”, материјал створен од чисте воде који садржи неизмерну снагу за борбу против напада ванземаљаца и који Мјау-мјау мачкице могу осетити. Током битке са Дреном у акваријуму, Зои је у опасности да изгуби када се појави мистериозни Плави витез и спаси је. Повремено се враћа током серије, штитећи Зои од разних опасности. Касније се открива да је Плави витез у ствари Марк. Убрзо након овог открића, Марк се сруши и поново трансформише. Овог пута он се претвара у Дубоко Плаветнило, ванземаљског вођу који жели да уништи човечанство. Након што је Зои објаснио да је Марков лажни облик за привремену употребу, Дубоко Плаветнило напада Мјау-мјау мачкице. Сардон и Тарб покушавају да зауставе остале Мају-мјау мачкице док Зои иде за Дубоким Плаветнилом. Он и Дрен се боре и Дубоко Плаветнило побеђује.
Маркова личност се на кратко поново појављује и он користи Мају акву унутар Дубоког плаветнила да спаси Зои и Токио, притом сам себе убијајући. Разорена због његовог губитка, Зои улива своју моћ у Марка да му спаси живот, губећи притом и свој. Марк је пољуби, вративши је у човека и оживевши је. Елиот даје Сардону преосталу Мјау акву да спаси свет ванземаљаца, након чега се Дрен, Дардон и Тарб опраштају и враћају у свој свет.

## Улоге
| Улога             | Оригинални глас   | Српски глас         |
| ----------------- | ----------------- | ------------------- |
| Зои Хансон        | Саки Накаџима     | Марија Дакић        |
| Корина Баксворт   | Јуми Каказу       | Владислава Ђорђевић |
| Бриџит Вердант    | Куми Сакума       | Ана Маљевић         |
| Кики Бенџамин     | Хисајо Мочизуки   | Владислава Ђорђевић |
| Рене Робертс      | Џунко Нода        | Ана Маљевић         |
| Марк              | Мегуми Огата      | Небојша Миловановић |
| Дрен              | Даисуке Сакагучи  | Ана Маљевић         |
| Елиот Грант       | Коичи Точика      | Небојша Миловановић |
| Весли Кулриџ      | Хикару Мидорикава | Небојша Миловановић |
| Тарб              | Кијоми Асаи       | Небојша Миловановић |
| Сардон            | Нобутоши Кана     | Владислава Ђорђевић |
| Мини-Мјау         | Џунко Нода        | Марија Дакић        |
| Дубоко Плаветнило | Мегуми Огата      | Небојша Миловановић |